# BMW K1
La K1 è stata una moto turistica prodotta dalla BMW negli anni tra il 1988 e il 1993 in soli 6921 esemplari.
Basata sulla precedente K100, montava un quadricilindrico da 987 cc. (74 kW di potenza massima a 8000 giri) con 4 valvole per cilindro raffreddato a liquido munito di iniezione elettronica, 5 marce con trasmissione finale ad albero cardanico. La moto è stata la prima delle BMW ad avere un motore a 16 valvole, nonché la centralina Motronic. 

## Il contesto
La BMW K1 nasce come moto turistica dalle attitudini velocistiche, anche grazie alla particolare conformazione che vede il guidatore in una posizione racing, e la carenatura completa, elementi fino ad allora mai riscontrati sui veicoli della Casa tedesca. 
Fornita di sospensione monobraccio Paralever al posteriore con ammortizzatore Bilstein, la moto aveva un interasse di 1565 mm, e un peso a secco di circa 245 kg. La moto era fornita nelle colorazioni rosso, blu e nero con rifiniture in giallo. L'estetica della K1, dalle linee spigolose, la ruota anteriore semicoperta da un ampio parafango in resina e la quasi totale impossibilità di montare le borse (indispensabili su una touring) se non tagliando ampia parte della carenatura posteriore, determinarono un successo non esaltante a livello di vendite, tanto è vero che già nel 1993 uscì di produzione sostituita dalla K1100 RS che ebbe miglior sorte. 
Sul finire del 1989 la moto fu oggetto di un test ideato dalla rivista Tuttomoto, che studiò il comportamento della K1 attraverso un tour de force  di oltre 51000 km della durata di 2 anni, che si concluse con la distruzione della centralina Motronic.